# Faiq Bolkiah
Faiq ibni Prince Jefri Bolkiah (Los Angeles, 1998. május 9. –) brunei válogatott labdarúgó, aki középpályásként játszik. Jelenleg a Ratchaburi csapatának tagja. Hazája válogatottjának csapatkapitánya, Hassanal Bolkiah brunei szultán unokaöccse.

## Pályafutása

### Klubcsapatban
Bolkiah 2009-ig az AFC Newbury akadémiájának tagja volt, ekkor a Southampton csapatával írt alá egyéves szerződést. 2011 decemberében szerződését meghosszabbították, de 2014-ben kétéves ifjúsági szerződést írt alá a Chelsea csapatával, miután rövid ideig állt az Arsenal alkalmazásában és tárgyalt a Readinggel is. 2013-ban az Arsenal színeiben szerepelt egy utánpótlás tornán ahol gólt lőtt a szingapúri ifjúsági válogatott elleni mérkőzésen. A Chelsea-vel kötött szerződése 2016 nyarán járt volna le, de ő még annak előtte elhagyta a klubot és 2016 márciusában hároméves profi szerződést írt alá a Leicester City-vel.

### A válogatottban
Bolkiah az amerikai és a brunei válogatottban való szereplésre is jogosult volt, és bár az Egyesült Államok utánpótlás szakágának vezetői megkeresték, ő végül Brunei képviselete mellett döntött.  A válogatottban 2016. október 16-án  mutatkozott be Kelet-Timor válogatottja ellen, október 21-én pedig első gólját is megszerezte a nemzeti csapatban, amelynek csapatkapitánya lett. 

#### Mérkőzései a válogatottban
2016. november 14-én frissítve.
| Brunei   | Brunei        | Brunei |
| Év       | Pályára lépés | Gól    |
| -------- | ------------- | ------ |
| 2016     | 5             | 1      |
| Összesen | 5             | 1      |

### Válogatottban lőtt góljai
| 1.                            | 2016. október 21. | RSN Stadion, Phnompen, Kambodzsa | Laosz | 2–3 | 3–4 | 2016-os Délkelet-ázsiai labdarúgó-bajnokság, selejtező |
| 2016. október 21-én frissítve |                   |                                  |       |     |     |                                                        |

## Családja
Faiq Jefri Bolkiah brunei herceg fia, Hassanal Bolkiah brunei szultán unokaöccse. Az Amerikai Egyesült Államokban, Los Angelesben született, rendelkezik amerikai és brunei állampolgársággal is. Nagy-Britanniában, a Bradfield College-ben tanult.

## További információ
- Faiq Bolkiah
- Faiq Bolkiah adatlapja a Soccerway oldalon (angolul)
- Football Wonderkids profile Archiválva 2017. november 20-i dátummal a Wayback Machine-ben
- Official Instagram